# Neoathyreus reichei
Neoathyreus reichei är en skalbaggsart som beskrevs av John Obadiah Westwood 1851. Neoathyreus reichei ingår i släktet Neoathyreus och familjen Bolboceratidae. Inga underarter finns listade i Catalogue of Life.